# Ахалі-Хулґумо
Ахалі-Хулґумо (груз. ახალი ხულგუმო) — село в Грузії.
За даними перепису населення 2014 року в селі проживає 169 осіб.